# Glacier de Siachen
Le glacier de Siachen est un glacier situé dans une partie du Cachemire administrée par l'Inde et revendiquée par le Pakistan, dans le massif du Karakoram.

## Géographie
Le glacier mesure 70 km de long et 700 km2 de superficie, ce qui en fait l'un des plus longs glaciers du monde. Dans sa partie médiane et inférieure, le glacier se comporte comme un barrage naturel en bloquant les eaux de fonte d'autres glaciers et les eaux de ruissellement qui forment alors plusieurs petits lacs.

## Histoire

### Découverte
Cet immense glacier a été exploré et cartographié en détail par Tom George Longstaff en 1909 même si son existence était connue des Occidentaux dès le XIXe siècle (notamment grâce aux explorations de G. T. Vigne en 1835 et Henry Strachey en 1848).

### Conflit entre le Pakistan et l'Inde
Il est aussi connu pour être le plus haut champ de bataille du monde, entre l'Inde et le Pakistan.
Entre 1984 et 2003, date de signature d'un cessez-le-feu, Siachen fut le théâtre de nombreuses escarmouches (principalement lors du conflit de Kargil) entre les armées indienne et pakistanaise dans des conditions extrêmement rudes, entre 5 000 et 7 000 mètres d'altitude et par des températures pouvant atteindre −50 °C. Le glacier est actuellement sous contrôle indien, bien que revendiqué par le Pakistan.

### Pertes humaines liées au conflit frontalier
Le 7 avril 2012, une avalanche touche une base de l'armée pakistanaise, ensevelissant 135 soldats sous la neige.
Le 3 février 2016, neuf soldats indiens sont ensevelis par une avalanche provoquée par la chute d'un mur de glace de 1 000 m de long et 600 m de haut. Un des soldats est retrouvé vivant après six jours passés sous sept à huit mètres de neige.
Depuis le début du conflit, plus de 8 000 soldats des deux armées sont morts sur ce front ; un maréchal de l'armée de l'air indienne estime que plus de 80 % d'entre eux sont morts des conditions montagnardes extrêmement rudes qui règnent à ces altitudes.

## Culture populaire
Dans le film Mission impossible : Fallout, le plan de Solomone Lane, antagoniste principal du film, consiste à faire sauter deux ogives nucléaires dans le glacier de Sciachen afin de contaminer la source d'approvisionnement en eau de la Chine, de l'Inde et du Pakistan, soit le tiers de l'Humanité.